# Lessingianthus hypochaeris
Lessingianthus hypochaeris là một loài thực vật có hoa trong họ Cúc. Loài này được (DC.) H.Rob. mô tả khoa học đầu tiên năm 1988.